# George D. Gangas
George D. Gangas (Koushadasi, 17 de fevereiro de 1897 — Nova York 28 de julho de 1994) foi membro do Corpo Governante das Testemunhas de Jeová.

## Dados biográficos
George D. Gangas nasceu na Turquia, numa pequena localidade chamada Koushadasi (cujo significado é Nova Éfeso), situada a aproximadamente treze quilómetros da antiga Éfeso, mencionada na Bíblia. Por volta dos seis anos de idade ficou órfão de pai, tendo sido criado pela sua mãe, que era uma mulher devota e temente a Deus. Durante a infância assistiu aos cultos da Igreja Ortodoxa e fazia parte do coro, cantando hinos. Com onze anos partiu para a ilha de Quio, onde por três anos cursou uma escola comercial.
Após o início da Primeira Guerra Mundial, com dezoito anos, mudou-se para Atenas, onde passou fome devido ao bloqueio a que a Grécia havia sido submetida. Partiu então para Paris e, após a guerra, mudou-se para Marselha. Dali embarcou para os Estados Unidos onde chegou em 1920. Veio a trabalhar ao balcão numa loja de Marietta, Ohio, onde ouviu pela primeira vez os ensinos dos Estudantes da Bíblia (como então se chamavam as Testemunhas de Jeová), através de um homem que falou com os presentes no estabelecimento.

## Associação com os Estudantes da Bíblia
Na sequência do interesse que manifestou, alguns dias mais tarde aquele pregador voltou para entregar-lhe um exemplar da Bíblia bem como o primeiro volume da obra Studies in the Scriptures (Estudos das Escrituras), intulado The Divine Plan of The Ages (O Plano Divino das Eras). Este livro, publicado pela Sociedade Torre de Vigia, havia sido escrito por Charles T. Russell em 1886. Motivado pelo que leu, procurou encontrar-se com outros Estudantes da Bíblia e, para isso, mudou-se para Wheeling, West Virginia, onde se empregou como lavador de pratos num restaurante. Naquela cidade existia uma congregação dos Estudantes da Bíblia, que falavam grego, com quem passou a reunir-se assiduamente.
Esta associação levou o irmão mais velho de George Gangas a pensar que ele estaria louco e a tentar persuadi-lo a abandonar as suas novas crenças. Ainda assim, Gangas estava determinado a defender a sua nova fé e em 15 de Julho de 1921 foi batizado. Junto com alguns membros da congregação mudou-se para Beech Bottom, onde formaram uma nova congregação. Com o tempo veio a falar melhor o inglês.

## Serviço na sede da Sociedade Torre de Vigia
Em Março de 1928 enveredou pelo serviço de ministro ou pregador por tempo integral. Naquele mesmo ano, recebeu o convite proveniente da Sociedade Torre de Vigia para que se mudasse para a sua sede, em Brooklyn, Nova Iorque, com o objectivo de se tornar tradutor. Assim, em 31 de Outubro de 1928, ingressou no serviço de Betel. Em 1942, foi dos primeiros a participar na recém inaugurada Escola do Ministério Teocrático no Betel de Brooklyn, proferindo um pequeno discurso de seis minutos. Visto que várias pessoas no território em que pregava, nos arredores do Betel, falavam a língua espanhola, esforçou-se por aprender aquele idioma.
George Gangas foi designado membro do Corpo Governante das Testemunhas de Jeová em 15 de Outubro de 1971. Em 1985, realizou-se na Grécia um dos Congressos Internacionais daquele ano. Juntando-se aos muitos milhares de Testemunhas de Jeová gregas, vieram centenas de congressistas de 17 países, sendo necessário interpretar os discursos em diversas línguas européias, bem como em japonês. Dois membros do Corpo Governante estiveram presentes, sendo um deles George Gangas, que discursou em grego para os congressistas.
Na manhã de quinta-feira, 28 de Julho de 1994, George D. Gangas faleceu com a idade de 98 anos, completando 66 anos como ministro de tempo integral das Testemunhas de Jeová. Os que conheciam George Gangas referem o seu amor à justiça e seu ódio à iniquidade. Muitos se lembram também do seu gosto em fazer perguntas sobre assuntos bíblicos.

### Sites oficiais das Testemunhas de Jeová
- (em português) - Site oficial das Testemunhas de Jeová
- (em português) - Tradução do Novo Mundo das Escrituras Sagradas Bíblia on-line

### Outras ligações de interesse
- (em português) - Triângulos Roxos - As vítimas esquecidas do Nazismo
- (em inglês) - Museu do Holocausto em Washington - Seção reservada às Testemunhas de Jeová